# 黑走马
黑走马，又名黑骏马，是哈萨克族传统民间舞蹈，尤其在中亚地区流行。
黑走马舞蹈节奏明快，以甩肩动作配合四肢运动，单人、双人，或者多人起舞均可，舞者可以根据场地和应景发挥各种舞姿。